# Yolane Kukla
Yolane Nicole Kukla, OAM (* 29. September 1995 in Brisbane, Queensland) ist eine australische Schwimmerin.

## Erfolge
2010 wurde sie mit 14 Jahren für die Commonwealth Games in Delhi ausgewählt. Dort gewann sie über 50 Meter Freistil die Goldmedaille.
Kukla schwamm in den Vorläufen der 4-mal-100-Meter-Freistilstaffel bei den Olympischen Spielen 2012 in London und half dabei, die Mannschaft für das Finale zu qualifizieren, wo das Team die Goldmedaille gewann. Zum Team gehörten Lisbeth Trickett, Emily Seebohm, Alicia Coutts, Cate Campbell, Melanie Schlanger und Brittany Elmslie.